# Mufasa: Az oroszlánkirály
A Mufasa: Az oroszlánkirály (eredeti cím: Mufasa: The Lion King) 2024-ben bemutatott amerikai fotorealisztikus 3D-s számítógépes animációs zenés filmdráma, amelyet Barry Jenkins rendezett. A 2019-es Az oroszlánkirály című film előzménye.
Az Egyesült Államokban 2024. december 20-án, míg Magyarországon 2024. december 19-én mutatták be a mozikban.
A filmet James Earl Jones emlékére ajánjlják a készítők, aki az 1994-es rajzfilm óta szolgáltatta a címszereplő, Mufasa hangját. Jones néhány hónappal a film bemutatója előtt hunyt el.

## Cselekmény
Simba királlyá válása után, neki és Nalának születik egy lánya, Kiara, és éppen egy újabb kölyköt várnak. Elindulnak egy oázisba, hogy Nala ott adhasson életet az új kicsinek, miközben Simba megkéri Timont és Pumbaát, hogy vigyázzanak Kiarára. Rafiki is meglátogatja őket, és úgy dönt, elmeséli a történetet Kiara nagyapjáról, Mufasáról, és annak áruló öccséről, Zordonról. Timon és Pumbaa közben kommentárokkal színesítik a mesét.
Mufasa egy kis falkában születik, amely őt és szüleit, Masegót és Afiát foglalja magában, akik egy Milele nevű, mitikus földben hisznek. Egy árvíz csap le, és Mufasa félelme megakadályozza, hogy csatlakozzon Afiához; elsodorja a víz, majd találkozik egy királyi kölyökkel, Takával, aki megmenti őt néhány krokodiltól, mielőtt Taka anyja, Eshe királynő közbelépne. Eshe vonakodva fogadja el Mufasát fiaként, míg Taka apja, Obasi király kritizálja Takát, amiért befogadott egy kívülállót. Mufasa azt állítja, hogy hasznos lehet a falka számára, és versenyezni kezd Takával, hogy bebizonyítsa gyorsaságát. Mufasa kimerültség miatt lemarad, de Taka vereséget színlel, hogy Mufasát befogadják a falkába.
Ahogy Mufasa és Taka felnőnek, erős testvéri kötelék alakul ki közöttük. Eshe vadászni tanítja Mufasát, de a földet két fehér oroszlán támadja meg, akik rátámadnak Mufasára és Eshe-re. Mufasa megöli az egyiket, míg a másik elmenekül. Taka látja a támadást, de félelmében visszavonul. Az életben maradt oroszlán beszámol Kirosnak, egy fehér oroszlánokból álló száműzött falka vezetőjének, aki egyben annak az oroszlánnak az apja, akit Mufasa megölt. Kiros és nővérei, Akua és Amara bosszút esküsznek. A kívülállók megölik Obasit, Eshe-t és a falkájukat, majd üldözni kezdik Mufasát és Takát, akik egy folyón keresztül menekülnek el.
Amikor Mufasa és Taka partot érnek, találkoznak egy kóbor oroszlánlánnyal, Sarabival, az ő felderítő szarvascsőrű madarával, Zazuval, és egy fiatalabb Rafikivel. Rafiki elmondja nekik, hogy Milelébe tart, hogy megtaláljon egy „testvért”, akit prófétai látomásokban látott, és a csoport követi őt oda. Taka romantikus érzelmeket kezd táplálni Sarabi iránt, miközben a kívülállók továbbra is üldözik őket. Sarabi méheket használ, hogy elefántcsordát kergessen a kívülállók elé, ezzel elterelve a figyelmüket, és lehetővé téve a csoport számára a menekülést. Sarabi azonban elesik és megsérül, ezért Mufasa megmenti őt, de hazudik, és azt mondja a lábadozó Sarabinak, hogy Taka mentette meg.
A csoport egy havas hegységben húzza meg magát, hogy erőt gyűjtsön. Sarabi elmondja Mufasának, hogy tudja, ő mentette meg, és egymásba szeretnek. Ezt titokban figyeli a féltékeny Taka, aki találkozik Kiros-szal és a falkájával. Taka ajánlatot tesz Kirosnak: segít bosszút állni Mufasán a fia haláláért. Másnap a csoport eléri Milelét, egy buja oázist, miközben Taka titokban jeleket hagy hátra, hogy a kívülállók követhessék őket.
Rafiki megérkezik a látomásában szereplő fához, és testvérének nevezi Mufasát, mielőtt a kívülállók megérkeznek. Mufasa harc közben tudja meg Taka árulását Kiros ellen. Ennek ellenére Mufasa összefogja Milele állatait, hogy legyőzzék a kívülállókat. Kiros egy barlangba kényszeríti Mufasát. Amikor Taka meglátja fáradt testvérét, és rádöbben, mit tett, bűnbánatot érez, és közbelép. A harc során Kiros karmaival Taka szemét súrolja, így Taka egy sebet kap, amely később a sebhelyévé válik. Rafiki barlangomlást idéz elő, amely elárasztja a barlangot. Akua és Amara meghalnak az omlásban, miközben Sarabit próbálják megölni.
Kiros azonban továbbra sem hátrál meg, és megpróbálja vízbe fojtani Mufasát, de egy lezuhanó szikla miatt Mufasa végül lelöki Kiros-t, aki a mélybe zuhan és meghal. Mufasa kimenekül a vízből, miközben Taka elgondolkodik azon, hogy megölje-e a testvérét. Végül azonban úgy dönt, hogy megmenti, és kihúzza őt a vízből.
Az ár visszahúzódik, és Mufasa és Sarabi együtt lépnek ki a barlangból, miközben az állatok ünneplik győzelmüket. Rafiki megkoronázza a párt királlyá és királynővé. Mufasa újra találkozik Afiával, aki elmondja neki, hogy Masego a korábbi árvízben életét vesztette.  
Mufasa szembesíti Takát az árulásával, de megengedi neki, hogy maradjon. Azonban kijelenti, hogy többé nem fogja a nevén szólítani, mire Taka átnevezi magát Zordonra. Mufasa ezután felmászik az újonnan kialakult sziklára, és diadalmasan felordít.  
A jelenben Kiara a szikla tetején üvölt, miközben nagyapja szelleme fölötte lebeg. Kiara és barátai újra találkoznak Simbával, hogy üdvözöljék újszülött testvérét.

## Szereplők
| Szereplő | Eredeti hang                             | Magyar hang                              | Leírás |
| -------- | ---------------------------------------- | ---------------------------------------- | --- |
| Mufasa   | Aaron Pierre                             | Szatory Dávid Borbély Richárd (énekhang) | Árva oroszlán, aki felnőve a Büszke Birtok leendő királyává és Simba apjává válik.                                              |
| Mufasa   | Brielle Rankins Braelyn Rankins (kölyök) | Szolnoki Balázs                          | Árva oroszlán, aki felnőve a Büszke Birtok leendő királyává és Simba apjává válik.                                              |
| Taka     | Kelvin Harrison Jr.                      | Szabó Máté                               | Fiatal oroszlánherceg, Mufasa fogadott testvére, Eshe és Obasi fia.                                                             |
| Taka     | Theo Somolu (kölyök)                     | Vizler Deján                             | Fiatal oroszlánherceg, Mufasa fogadott testvére, Eshe és Obasi fia.                                                             |
| Rafiki   | John Kani                                | Konrád Antal                             | Bölcs mandrill, a Büszke Birtok sámánja, és Mufasa közeli barátja, aki elmeséli történetét Kiarának, Timonnak és Pumbaának.     |
| Rafiki   | Kagiso Lediga (fiatal)                   | Pál Tamás                                | Bölcs mandrill, a Büszke Birtok sámánja, és Mufasa közeli barátja, aki elmeséli történetét Kiarának, Timonnak és Pumbaának.     |
| Pumbaa   | Seth Rogen                               | Faragó András                            | A naiv varacskosdisznó, aki összebarátkozott Simbával, amikor az még kölyök volt.                                               |
| Timon    | Billy Eichner                            | Szemenyei János                          | A szellemes szurikáta, aki összebarátkozott Simbával, amikor az még kölyök volt.                                                |
| Sarabi   | Tiffany Boone                            | Jenes Kitti                              | Oroszlánlány, aki összebarátkozik Mufasával, Taka-val, Rafikivel és Zazuval, felnőve a Büszke Birtok királynője és Simba anyja. |
| Simba    | Donald Glover                            | Kádár-Szabó Bence                        | Büszke Birtok jelenlegi királya, Mufasa és Sarabi fia.                                                                          |
| Kiros    | Mads Mikkelsen                           | Rába Roland                              | A kívülállók nevű fehér oroszlánfalka félelmetes vezetője, aki bosszút akar állni Mufasán a fia meggyilkolásáért.               |
| Eshe     | Thandiwe Newton                          | Bánfalvi Eszter                          | Taka anyja, Mufasa nevelőanyja és Obasi párja.                                                                                  |
| Obasi    | Lennie James                             | Kálid Artúr                              | Taka apja, Mufasa nevelőapja, Eshe párja és falkájának vezetője.                                                                |
| Kiara    | Blue Ivy Carter                          | Koch-Bulla Zelda                         | Simba és Nala lánya, Mufasa és Sarabi unokája, valamint Büszke Birtok hercegnője.                                               |
| Nala     | Beyoncé Knowles-Carter                   | Péter Szabó Szilvia                      | Simba párja, a Büszke Birtok királynője, valamint Mufasa és Sarabi menye.                                                       |
| Zazu     | Preston Nyman                            | Juhász Levente                           | Fiatal tokó, Sarabi felderítője és Büszke Birtok királyának leendő tanácsadója.                                                 |
| Afia     | Anika Noni Rose                          | Molnár Gyöngyi                           | Mufasa anyja. |
| Masego   | Keith David                              | Posta Victor                             | Mufasa apja. |
| Akua     | Joanna Jones                             | Mikecz Estilla                           | Kiros testvérei. |
| Amara    | Folake Olowofoyeku                       | Peller Anna                              | Kiros testvérei. |
| Junia    | Thuso Mbedu                              | Bogdányi Titanilla                       | Anubisz-pávián, Rafiki barátja és csapatának tagja.                                                                             |
| Chigaru  | Abdul Salis                              | Pásztor Tibor                            | Taka nagybátyja és Obasi bátyja.                                                                                                |
| Sarafina | Dominique Jennings                       | Ince Sára                                | Nala anyja és Sarabi barátja.                                                                                                   |

### Magyar változat
- Magyar szöveg: Kopányi Vanda
- Dalszöveg: Nádasi Veronika
- Felvevő hangmérnök: Salgai Róbert
- Vágó: Kránitz Bence
- Gyártásvezető: Bogdán Anikó
- Szinkronrendező: Kránitz Lajos András
- Zenei rendező: Bolba Tamás
- Produkciós vezető: Máhr Rita

A szinkront a Disney Character Voices International megbízásából az Iyuno Hungary készítette.

## A film készítése
2020 szeptemberében bejelentették, hogy készül a 2019-es fotorealisztikus számítógépes animációs Az oroszlánkirály folytatása, amelyet Barry Jenkins rendez. A jelentések szerint a történet Mufasa fiatalkorára összpontosít, valamint az első film utáni eseményekre. Ekkorra Jeff Nathanson, az előző rész forgatókönyvírója már elkészített egy vázlatot a forgatókönyvhöz. A 2022-es D23 Expón fedtek fel a címet: Mufasa: Az oroszlánkirály.
2023. december 13-án a Hollywood Handle arról számolt be, hogy a cselekmény szerint Rafiki meséli el Mufasa történetét az unokájának, Kiarának. Jenkins az esetleges adaptációval kapcsolatban megjegyezte, hogy „néhány dolog” a kánonból megjelenik és utalásra kerül, de a film nem egy adaptáció.